# Ceratocanthus bonfilsi
Ceratocanthus bonfilsi är en skalbaggsart som beskrevs av Fortuné Chalumeau 1977. Ceratocanthus bonfilsi ingår i släktet Ceratocanthus och familjen Hybosoridae. Inga underarter finns listade i Catalogue of Life.